# Prenanthe trifoliolée
Prenanthes trifoliolata
Espèce
La Prenanthe trifoliolée (Prenanthes trifoliolata) est une espèce de plantes à fleurs de la famille des Asteraceae. Elle pousse dans l'Est de l'Amérique du Nord.